# Božena Slančíková-Timrava

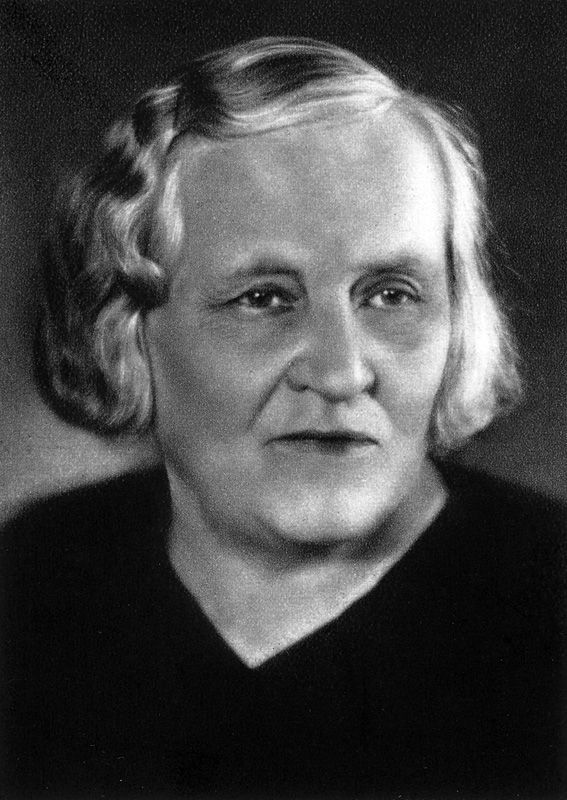
Božena Slančíkova-Timrava

Božena Slančíková-Timrava, eigentlich Božena Slančíková (* 2. Oktober 1867 in Polichno, Österreich-Ungarn, heute Slowakei; † 27. November 1951 in Lučenec, Tschechoslowakei) war eine slowakische Schriftstellerin und Dramatikerin.

## Werke
Božena Slančíková-Timrava war eine realistische Schriftstellerin, in einigen Werken kommt sie jedoch der literarischen Moderne nah. In ihren Erzählungen und Novellen beschreibt sie mit ironischem und nüchternem Blick das Leben in der slowakischen Provinz, womit sie sich von der romantisch-sentimentalen Literaturtradition abwendete.
| - 1893 – Za koho ísť?, Erzählung, Debüt - 1896 – Pomocník, Erzählung - 1897 – Sluhove trpkosti, Erzählung - 1897 – Tak je darmo, Novelle - 1900 – Boj, Novelle - 1902 – Skúsenosť, Novelle - 1904 – Pódi sa žení, Erzählung - 1906 – Šťastie, Novelle - 1907 – Tá zem vábna..., Novelle | - 1909 – Ondro Hľonzo - 1912 – Strašný koniec, Erzählung - 1913 – Príde čas - 1914 – Ťapákovci, Novelle - 1921 – Chudobná rodina, Theaterstück - 1926 – Všetko za národ, Novelle - 1934 – Odpoveď, Theaterstück - 1936 – Dve doby, Novelle - 1938 – Záplava, letzte Novelle |